# Aipalookvik
Aipalookvik var hos de nordamerikanska inuiterna en ovänligt sinnad havsande.